# Station Baszewice
Station Baszewice is een spoorwegstation in de Poolse plaats Baszewice.